# Гусейнпур, Мирзага Гусейнага оглы
Мирзага Гусейнага-оглы Гусейнпур (11 марта 1990, Азербайджанская ССР) — российский и азербайджанский футболист, полузащитник.

## Биография
Родился в Азербайджанской ССР, но вскоре с семьёй переехал в Каменск-Шахтинский, Ростовская область. Начал тренировался под руководством отца, футболиста-любителя, который создал команду «Геранбой», игравшую в первенстве области; отец был спонсором, тренером и капитаном команды. В 13 лет занимался в футбольном интернате Геленджика. Через год оказался в училище олимпийского резерва, Ростов-на-Дону, ещё через год перешел в школу ФК «Ростов» — ДЮФШ «XXI век». Спустя пять лет попал в дубль, вскоре — в основную команду. После перелома голеностопа полгода не играл, в 2011—2012 годах выступал за «МИТОС» во втором дивизионе.
В 2013 году перешёл в команду чемпионата Азербайджана «Сумгаит», куда его позвал Руслан Курбанов. В дальнейшем играл за местные клубы «Интер» Баку, «Симург», АЗАЛ, «Сабаил».